# Züriputsch

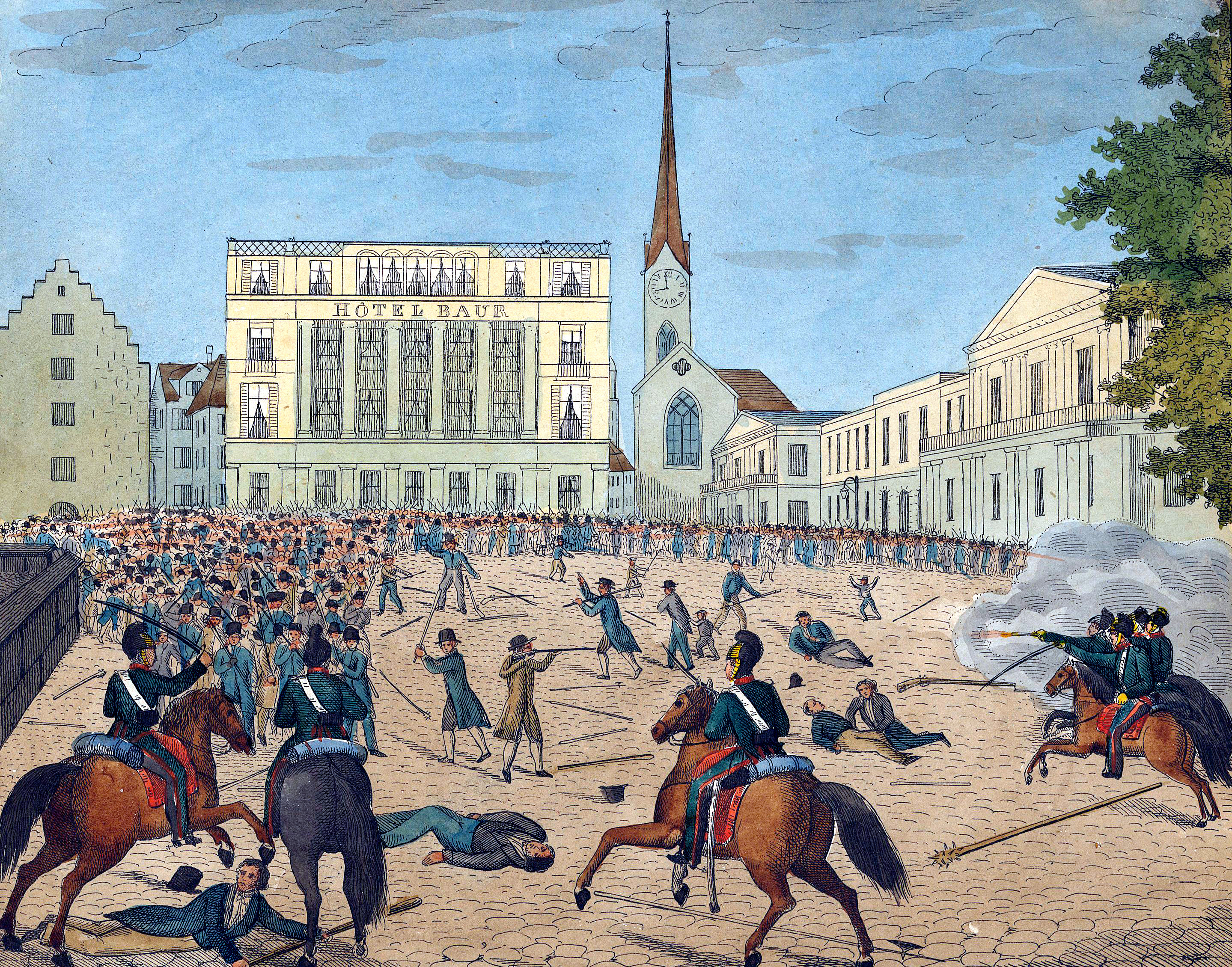
«Der 6te Herbstmonat 1839 in Zürich». Kämpfe auf dem Paradeplatz

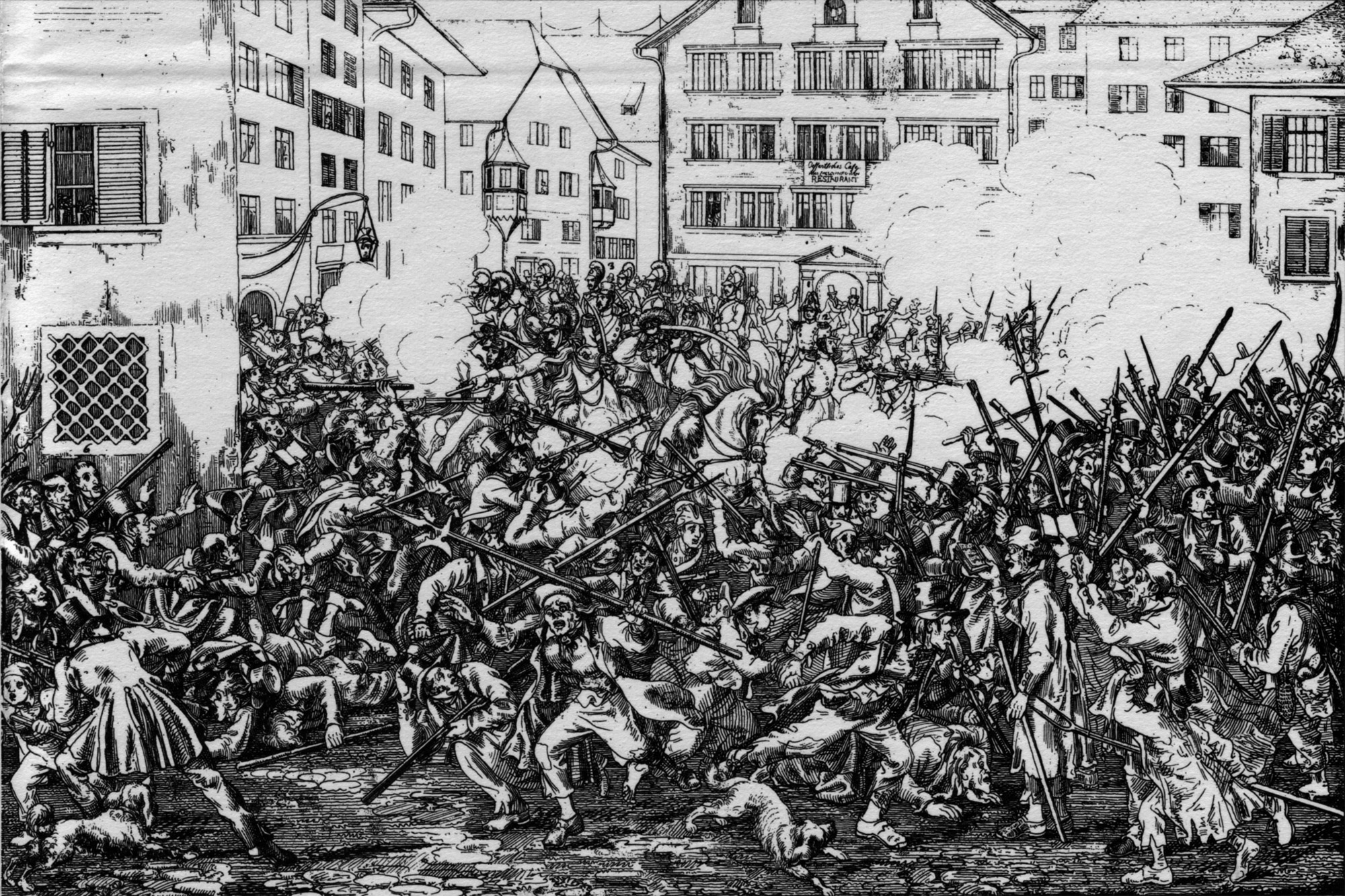
«Der 6te Herbstmonat 1839 in Zürich» – zeitgenössische Karikatur auf den Züriputsch von Martin Disteli (1802–44).

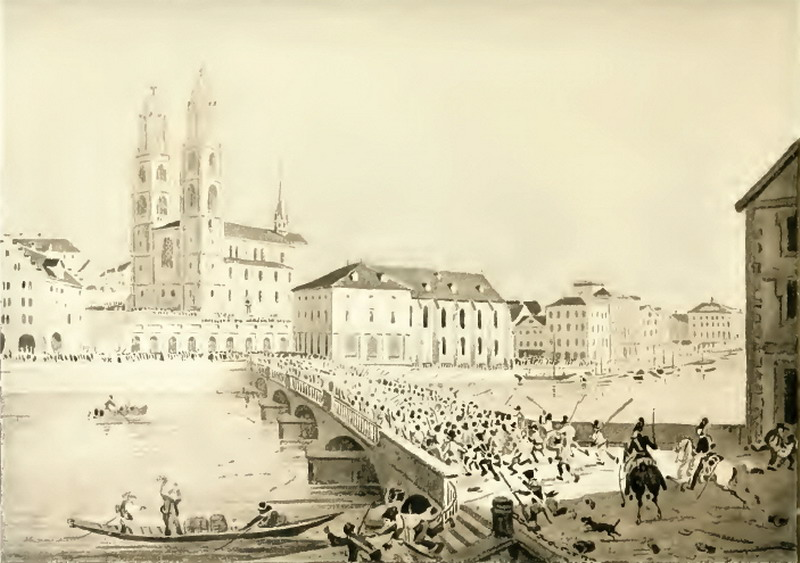
Rückzug der Kolonne Ralin vom Münsterhof über die Münsterbrücke am 6. September 1839

Der Züriputsch war ein reaktionärer Umsturz der Regierung des Kantons Zürich am 6. September 1839. Durch die Berichterstattung der deutschen Medien über diesen Umsturz gelangte das ursprünglich nur in der Schweiz verwendete Wort Putsch (urspr. Knall, heftiger Stoss, Puff, Anprall) in den weiteren deutschen Sprachraum.

## Verlauf
Der Kanton Zürich hatte am 10. März 1831 eine radikal-liberale Verfassung in Kraft gesetzt, die Volkssouveränität, Glaubensfreiheit, Pressefreiheit, Handels- und Gewerbefreiheit, Gewaltentrennung, Säkularisierung des Bildungswesens und andere liberale Postulate verwirklichte. Diese «Erneuerung» (Regeneration) ging auf eine Volksbewegung (Ustertag) zurück, die von radikalen und liberalen Meinungsführern 1830 ins Leben gerufen worden war. Zürich war einer von sieben schweizerischen Kantonen (sog. Regenerationskantonen), die nach der franz. Julirevolution von 1830 ihre Verfassungen im liberalen Sinn erneuerten und sich gegenseitig im Rahmen des Siebnerkonkordats am 17. März 1832 garantierten. Anfang 1832 verbündete sich ein Teil der siegreichen Liberalen, die «Radikalen», mit den Vertretern der Landschaft gegen die Vorherrschaft der Stadt. Als Folge wurde die Schleifung der Stadtbefestigungen durchgesetzt, die als Sinnbild der städtischen Macht und der Abgrenzung zwischen Stadt und Landschaft galten. Die Führer der radikalen Bewegung waren Conrad Melchior Hirzel und Friedrich Ludwig Keller.
Nach der Regeneration des Staates sollten auch das Bildungswesen und die Kirche erneuert werden. Im April 1833 wurde die Universität Zürich gegründet und die Säkularisierung der Volksschule durchgesetzt. Den Unterricht sollten in Zukunft nicht mehr die reformierten Pfarrer erteilen, sondern am ebenfalls neu gegründeten Lehrerseminar, der heutigen Kantonsschule Küsnacht, ausgebildete Volksschullehrer. Um auch die Kirche zu erneuern, berief der Grosse Rat am 2. Februar 1839 auf Betreiben von Bürgermeister Hirzel den deutschen Reformtheologen David Friedrich Strauss aus Tübingen an die theologische Fakultät der Universität Zürich. Strauss hatte im ganzen deutschen Sprachraum durch sein Buch Das Leben Jesu grösstes Aufsehen erregt, mit dem er die Person Jesu entmythologisieren wollte. Im ganzen Kanton erhob sich jedoch solch ein Protest gegen diese Berufung, dass die Regierung sie wieder rückgängig machen musste. Die Händel um die Person von Strauss gingen als «Straussenhandel» in die Geschichte Zürichs ein. Die Regierung glaubte danach, die Lage wieder im Griff zu haben, und Bürgermeister Hirzel fuhr in die Ferien nach St. Moritz.
Für die Opposition war der Straussenhandel ein Geschenk des Himmels. Die konservative und modernisierungskritische Landbevölkerung des Kantons Zürich wurde systematisch gegen die neuen Volksschullehrer und die radikal-liberale Regierung aufgehetzt. Die althergebrachte Religion und die Stellung der (vor allem reformierten) Geistlichen sei durch die Modernisierung gefährdet. Der Erziehungsrat schaffte es nicht, den Volkszorn zu besänftigen, obwohl er sogar Zeugnisse über das «sittliche Betragen» sämtlicher Volksschullehrer einforderte. Daneben spielte auch eine generelle, gegen jegliche Erneuerung gerichtete Einstellung der Landbevölkerung eine gewisse Rolle. Die rasche Modernisierung aller Lebensbereiche überforderte die oft schlecht gebildete einfache Bevölkerung. Demagogen und Volksaufhetzer hatten dadurch ein leichtes Spiel, wie sich z. B. beim Maschinensturm in Uster (Usterbrand) 1832 gezeigt hatte. Zur Bekämpfung der modernen Volksschule bildete sich im Frühjahr 1839 ein straff organisiertes «Glaubenskomitee», das Ableger in allen Bezirken und Gemeinden hatte. Das Komitee trat als eine Art Gegenregierung auf und bereitete den Umsturz organisatorisch vor.
Auslöser des Umsturzes war ein Interview mit dem bernischen Staatsrat Charles Neuhaus, der erklärte, dass seine Regierung sich strikt an das Siebnerkonkordat halten und notfalls mit 15 Bataillonen zum Schutz der liberalen Regierung nach Zürich ausrücken würde. Die Zürcher Regierung beeilte sich zwar, das ungebetene Hilfsangebot zurückzuweisen, konnte aber nicht verhindern, dass sich in der Landschaft das Gerücht verbreitete, es seien bereits bernische Truppen zur Unterdrückung der Protestbewegung unterwegs, um «die richtige Religion auszurotten».
Am 5. September 1839 liess der Pfarrer Bernhard Hirzel von Pfäffikon ZH die Glocken Sturm läuten, da er an die Gerüchte glaubte. Unter dem Schlachtruf «Vorwärts, wer ein guter Christ ist!» zog das Landvolk unter seiner Führung in die Stadt Zürich. Am Vormittag des 6. September trafen ca. 2000 Bewaffnete in Oberstrass bei Zürich ein. Die Regierung tagte schon seit 4 Uhr früh und schickte zwei Vertreter nach Oberstrass, um das Landvolk zu besänftigen und zum Abzug zu bewegen. Dessen Führer verlangten jedoch, eine Petition an die Regierung übergeben zu dürfen, und wollten auch verköstigt werden. Die Regierung verschanzte sich nach diesem Vermittlungsversuch im Posthof beim Paradeplatz und liess durch Oberst Salomon Hirzel mit Hilfe von 350 Offiziersschülern die Umgebung absperren.
Als der wilde Haufen aus der Landschaft auf dem Münsterplatz eintraf – da die Stadtmauern geschleift worden waren, konnte ihnen der Einzug in die Stadt nicht verwehrt werden –, stiess er mit den Truppen der Regierung zusammen. Plötzlich fielen Schüsse, und die Lage eskalierte. Die Infanteristen eröffneten das Feuer, und die Dragoner räumten den Platz. Vierzehn Putschisten blieben tot auf dem Platz liegen. Weiter starb auch Regierungsrat Johannes Hegetschweiler, der eigentlich den Befehl zum Einstellen des Feuers überbringen wollte.

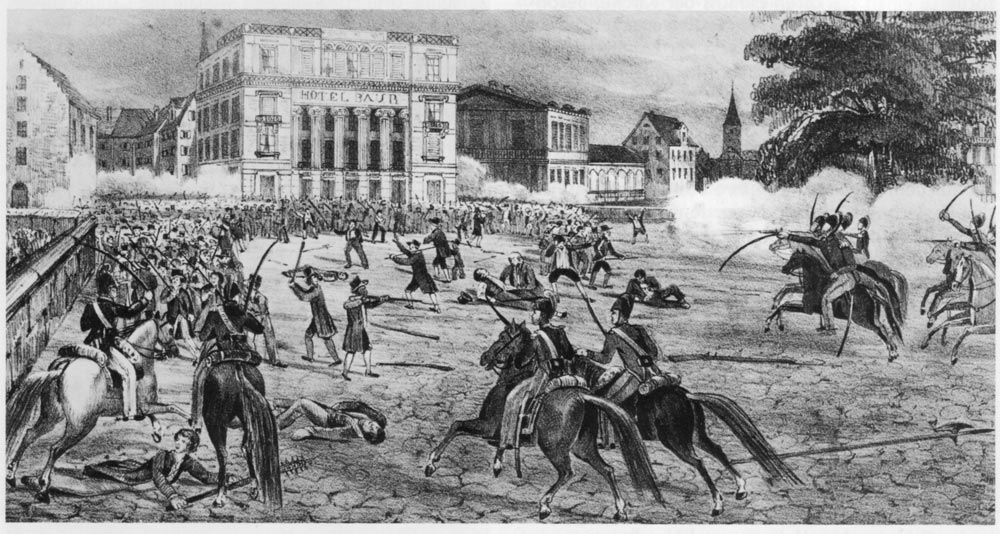
Kämpfe auf dem Paradeplatz zwischen Regierungstruppen und aufständischem Landvolk während des Züriputschs 1839

Als Folge des Gefechts löste sich der Regierungsrat des Kantons Zürich faktisch auf, da er nicht mehr mit der Lage umzugehen wusste. In diesem Augenblick übernahm Oberst Paul Carl Eduard Ziegler, der Präsident der Stadtgemeinde, die Initiative und bildete eine neue, konservative Regierung in der Form eines provisorischen Staatsrates. Dieser bestand aus vier Mitgliedern der gestürzten Regierung und drei neuen Mitgliedern aus dem Kreis der Opposition, darunter deren Führer, Johann Jakob Hürlimann. Eine drohende Intervention durch andere radikal-liberale Kantone oder durch das höchste Gremium der damaligen Eidgenossenschaft, die Tagsatzung, versuchte die neue Regierung dadurch abzuwenden, dass der Tagsatzung das Fortbestehen der Verfassung von 1831 garantiert wurde. Die übrigen Kantone der Schweiz waren jedoch viel zu zerstritten, als dass eine bewaffnete Intervention in Zürich möglich gewesen wäre.
Der Staatsrat liess am 9. September 1839 in einer tumultartigen Sitzung verfassungswidrig die Selbstauflösung des Grossen Rates des Kantons Zürich beschliessen und setzte Neuwahlen an. Innerhalb von zehn Tagen trat der neue, konservative Grosse Rat zusammen, der gemäss dem Wahlaufruf nicht aus «wissenschaftlich gebildeten», sondern aus «gottesfürchtigen» Männern bestehen sollte. Der Rat besetzte – ebenfalls verfassungswidrig – sämtliche Behörden mit neuen, reaktionären Köpfen. Das sog. «Septemberregime» währte jedoch nicht lange. Bereits 1845 übernahmen die Liberalen wieder die Macht in Zürich.